# Панкевич Михайло Іванович
Михайло Іванович Панкевич (1757–1812) — російський математик, ординарний професор і декан фізико-математичного факультету Московського університету.

## Життєпис
Народився в Гетьманщині, поблизу Ніжина у 1757 році. Походив із духовенства.
Після закінчення Київської духовної академії вступив у 1780 році до Московського університету. Крім цього, в 1782 році він став займатися математикою та фізикою в заснованій професором Шварцем учительської семінарії при університетській гімназії.
З 1787 став викладати у вищому арифметичному класі університетського шляхетного пансіону, а в 1790—1796 роках крім арифметики також викладав артилерію і фортифікацію.
Після успішно витриманого іспиту та подання 11 жовтня 1788 року дисертації («De praecipuis machinis hydraulicis, quibus elasticorum serventis aquae vaporum ponderisque atmosphereae ope, aqua ad insignem a ltitudinem elevari potest» — «Про особливі гідравлічні машини, якими за допомогою дії пружних парів води і тиску атмосфери вода може бути піднята на надзвичайну висоту та ін.») Панкевич здобув ступінь магістра філософії та вільних наук. У 1791 році, після смерті його вчителя Й. Роста, він був призначений екстраординарним професором на кафедру прикладної математики, де читав математику, оптику, сферичну та теоретичну астрономію.
М. Панкевичу належить важлива заслуга першого введення в університетське викладання аналізу нескінченно малих величин. Крім того, 1791 року він вперше прочитав російською мовою курс лекцій з астрономії. З його ім'ям пов'язаний і переломний момент у викладанні астрономії, коли до теоретичного викладу предмета приєдналася практична робота з інструментами.

Один зі слухачів Панкевича, П. Щепкін, зазначив у своєму щоденнику:
у цій знаменитій людині університет втратив тверду свою опору. Йому зобов'язаний я прихильністю своєю до математичних наук; найбільше ж намагався наслідувати поміркованість життя його.
Крім дисертації Панкевича було видано його дві публічні промови, сказані на університетських актах: «Слово про справжню мету математичних наук та ін.» (М.: В Університетській Друкарні у В. Окорокова, 1792. — 60 с.) та «Слово про відмінні властивості, джерела та засоби освіти» (М., 1800). Він вказував, що дослідження людиною «самої себе і подібних до себе фізично і морально» виступає важливим завданням пізнання.
Звання ординарного професора М. Панкевич отримав у 1796 році; він тричі обирався деканом відділення фізичних та математичних наук: у 1805—1808 та 1811—1812 роках.
Є відомості, що піклувальником університету М. Муравйовим було запропоновано йому виконати переклад російською мовою «Principia» Ньютона, проте ця робота не була виконана.
М. Панкевич влаштував сонячний годинник для Донського монастиря і в Троїце-Сергієвій лаврі.
Помер раптово 14 (26) серпня 1812 року.